# Oriol Riera
Oriol Riera, né le 3 juillet 1986
à Vic, est un footballeur espagnol devenu entraîneur.
Il évolue au poste d'attaquant.

## Carrière
Oriol Riera joue successivement dans les équipes suivantes : Union sportive Vic, FC Barcelone (B et C), Cultural y Deportiva Leonesa, Celta de Vigo, Córdoba CF, AD Alcorcón, Club Atlético Osasuna, Wigan Athletic FC et Deportivo La Corogne.
Né à Vic près de Barcelone, Riera est formé au FC Barcelone. Il y fait ses débuts en équipe première le 17 décembre 2003 lors d'un match de Coupe du roi, mais il n'est finalement pas conservé par le club
Riera poursuit sa carrière en Segunda División B puis en Segunda División. Il inscrit 18 buts en deuxième division lors de la saison 2012-2013. En juillet 2013, grâce à ses bonnes performances, Riera signe au CA Osasuna. Il réalise ses débuts en Liga le 18 août, et marque son premier but le 20 septembre.
Il marque 13 buts en 37 matchs, malgré tout son équipe est reléguée. Il est alors transféré à Wigan Athletic en Angleterre, contre deux millions de livres.
En janvier 2015, il retourne en Espagne. Il est d'abord prêté au Deportivo de La Corogne, qui lève ensuite son option d'achat.
Il compte une sélection et un but en Équipe de Catalogne de football, en 2013.